# Volodymyr Jeltjenko
Volodymyr Djurijovitj Jeltjenko (ukrainska: Володимир Юрійович Єльченко) född 27 juni 1959 i Kiev, Ukrainska SSR, Sovjetunionen, är sedan 9 december 2015 Ukrainas FN-ambassadör. Han var tidigare ambassadör i Wien (2005-2007) och Moskva (2010-2014).
Volodymyr Jelchenkos far Jurij Jeltjenko var förste sekreterare i Ukrainska SSR Komsomols Centralkommitté och kulturminister i Ukrainska SSR 1971–1973.